# Municipio de Delaware (condado de Sac)
El municipio de Delaware (en inglés: Delaware Township) es un municipio ubicado en el condado de Sac en el estado estadounidense de Iowa. En el año 2010 tenía una población de 275 habitantes y una densidad poblacional de 2,95 personas por km².

## Geografía
El municipio de Delaware se encuentra ubicado en las coordenadas 42°30′35″N 95°6′46″O / 42.50972, -95.11278. Según la Oficina del Censo de los Estados Unidos, el municipio tiene una superficie total de 93.35 km², de la cual 93,01 km² corresponden a tierra firme y (0,36 %) 0,34 km² es agua.

## Demografía
Según el censo de 2010, había 275 personas residiendo en el municipio de Delaware. La densidad de población era de 2,95 hab./km². De los 275 habitantes, el municipio de Delaware estaba compuesto por el 94,18 % blancos, el 1,09 % eran afroamericanos, el 0,36 % eran asiáticos, el 2,55 % eran de otras razas y el 1,82 % eran de una mezcla de razas. Del total de la población el 4,36 % eran hispanos o latinos de cualquier raza.